# IBM Lotus Symphony
IBM Lotus Symphony fue una suite ofimática desarrollada por Lotus Software para crear, editar y compartir documentos de texto, hojas de cálculo, presentaciones y de otros tipos, además de permitir la navegación en Internet. Al principio, fue distribuido como software de propiedad comercial, luego como freeware antes de que IBM donara su código fuente al proyecto de software libre y de código abierto OpenOffice de la Fundación Apache y desde entonces disponible para los sistemas operativos Microsoft Windows, GNU/Linux y Mac OS X. 
Presentada por vez primera en 2007, la suite tiene un nombre similar a la suite Lotus Symphony para MS-DOS que fuera presentada originalmente en 1985, aunque ambas no guardan relación entre sí. Tampoco tiene relación con la suite previa de Lotus denominada Lotus SmartSuite.
El desarrollo actual de Lotus Symphony está basado en la suite OpenOffice.org e incluye las herramientas propias de ésta, además de las mejoras aportadas por IBM y la aportación de líneas de código de la propia Lotus SmartSuite.
IBM descontinuó el desarrollo de la suite ofimática en enero de 2012, con su edición final versión 3.0.1 y donando el código fuente a la Fundación Apache, lo cual anunció que haría el 14 de julio de 2011.

## Introducción

### Windows y GNU/Linux
IBM Lotus Symphony consistió de las siguientes aplicaciones de aplicaciones:
- IBM Lotus Symphony Documents, un procesador de texto,
- IBM Lotus Symphony Spreadsheets, una hoja de cálculo,
- IBM Lotus Symphony Presentations, un programa de presentación.

Desde su donación a la Fundación Apache, empezó a soportar el conjunto de formatos libres de documento OpenDocument (ODF), así como los formatos de Microsoft Office y Lotus SmartSuite, y pudo exportar archivos PDF.
Lotus Symphony estaba basado en la Plataforma Rich Client de Eclipse para su interfaz y en OpenOffice.org para el núcleo del código de la suite ofimática. Compartía código con las herramientas de productividad de IBM Lotus Notes versión 8.

### Mac OS
IBM Lotus Symphony añade el soporte en Beta de MacOS en la versión 1.2 (solo en inglés). Actualmente cuenta con la versión estable 1.3 y la beta 3.0, al igual que Windows y GNU/Linux.

### DOS
La primera encarnación de Lotus Symphony fue el paquete de software integrado para DOS que fue desarrollado por Lotus Development como continuación de su popular hoja de cálculo, Lotus 1-2-3. Lotus Jazz en Apple Macintosh era su producto rival.
Aunque 1-2-3 se había vendido originalmente como un producto integrado con hoja de cálculo, base de datos y funciones gráficas (de ahí el nombre "1-2-3"), productos integrados como AppleWorks empezaron a ser populares, así que Lotus lo intentó por su parte.
El Lotus Symphony para MS-DOS se cargaba completamente en memoria al iniciarse. Usando la combinación de teclas ALT-F10 el usuario podía alternar entre cinco "ambientes" del programa:
- SHEET, una hoja de cálculo muy parecida a 1-2-3
- DOC, un procesador de texto
- GRAPH, un programa de diagramas gráficos
- FORM, un sistema de gestión de bases de datos
- COMM, un programa de comunicaciones

Se podían añadir y activar varias "aplicaciones", extendiendo las capacidades de Symphony, incluyendo un manejador de macros, chequeo de ortografía, estadísticas, varias configuraciones de comunicación, y un tutorial, el cual demostraba el uso de Symphony ejecutando macros. El programa permitía que la pantalla fuese dividida en paneles, mostrando diferentes vistas de los mismos datos de forma simultánea, cada una de las cuales mostraba cualquiera de los cinco ambientes. De esta forma, el usuario observaba que los cambios realizados en un ambiente, se reflejaban simultáneamente en los otros.
Todos los datos que Symphony manejaba se guardaban en celdas al estilo de una hoja de cálculo. Los otros ambientes— procesador de texto, base de datos, comunicaciones, gráficos— simplemente cambiaban la vista y el foco (incluyendo menús disponibles, teclas especiales y funcionalidad) de esos datos, los cuales podían ser guardados y recuperados como archivos en el formato .WR1.
Symphony fue diseñado para trabajar completamente en memoria; esta era el estándar de memoria convencional de 640k suplementada con la memoria extendida de cualquier computadora basada en el procesador Intel 80286 configurada como memoria expandida. Otros paquetes similares y competitivos fueron SmartWare, Microsoft Works, Context MBA, Framework de Ashton Tate, Enable y Ability Office. El motor de la hoja de cálculo fue el mismo que el utilizado en Lotus 1-2-3.
Comparado con otros procesadores de texto de la época, (Micropro WordStar 3.3, WordPerfect 4.2, y Microsoft Word 2.0) el procesador de texto de Symphony era simple, pero sencillo y efectivo. 
Comparado con otros gestores de bases de datos usados entonces, como dBase III y dBase III+ de Ashton Tate, MDBS Knowledgeman, Borland Paradox 2.0 y Borland Reflex 1.0, el ambiente de Symphony era pobre, sin las capacidades analíticas de Reflex ni el poder pseudo relacional de dBase III. Sin embargo, estaba directamente integrado en la hoja de cálculo, simple para consultas, rápido y podía accederse a los datos mediante características VLOOKUP de la hoja de cálculo.
Como su predecesor Lotus 1-2-3, Symphony contenía un lenguaje de programación razonablemente potente conocido como su "lenguaje de comandos", el cual podía guardarse dentro de una hoja de cálculo o de forma separada en bibliotecas en forma de macros. Una de las características más significativas de Symphony era la integración de varios módulos que usaban el lenguaje de órdenes. En su día, era uno de los pocos programas capaz de seleccionar datos de un mercado de valores usando criterios pre-asignados o dinámicos, colocar esos datos en una hoja de cálculo, realizar cálculos, mostrar diagramas de los datos e imprimir los resultados.

## Versiones
Beta 1
- Publicada el 18 de septiembre de 2007

Beta 2
- Publicada el 5 de noviembre de 2007

Beta 3
- Publicada el 17 de diciembre de 2007
- Disponible en 23 idiomas el 7 de enero de 2008

Beta 4
- Publicada el 11 de febrero de 2008. Incluyó Lotus Symphony Developer Toolkit.
- Versión revisada el 3 de marzo de 2008

Versión 1.0
- Publicada el 30 de mayo de 2008

Versión 1.1
- Publicada el 29 de agosto de 2008

Versión 1.2
- Publicada el 4 de noviembre de 2008

Versión 1.3
- Publicada el 10 de septiembre de 2009

Versión 3.0.1 FixPack 2
- Publicada el 29 de noviembre de 2012